# Janusz Franciszek Radziwiłł
Janusz Franciszek Ksawery Józef Labre Bronisław Maria Radziwiłł herbu Trąby (ur. 3 września 1880 w Berlinie, zm. 4 października 1967 w Warszawie) – polski polityk konserwatywny, w 1918 r. dyrektor Departamentu Stanu w rządzie Jana Kantego Steczkowskiego przy Radzie Regencyjnej, w latach 1928–1935 poseł na Sejm, a w latach 1935–1938 senator II Rzeczypospolitej, XIII ordynat na Ołyce, Baliw Wielkiego Krzyża Honoru i Dewocji Kawalerów Maltańskich od 1926, członek Prezydium Centralnego Związku Przemysłu Polskiego („Lewiatana”) w 1932 roku. W 1922 roku posiadał majątki ziemskie o powierzchni 16 120 ha, a po 1926 r. (czyli po śmierci ojca) na jego majątek składały się: lasy i tartaki w Cumaniu – 29 000 ha, majątek w Szpanowie – 6400 ha, majątek w Ołyce 4600 ha, dobra nieborowskie – 3700 ha, pałac w Warszawie przy ul. Bielańskiej (dzisiaj budynek Muzeum Niepodległości) i liczne udziały w różnych spółkach.
Brat Michała Radziwiłła Rudego, syn Ferdynanda Radziwiłła i Pelagii z Sapiehów. Właściciel licznych dóbr i budynków, m.in. ordynacji ołyckiej, pałacu w Nieborowie i majątku Szpanów na Wołyniu, które odziedziczył po Michale Radziwille, pałacu przy ul. Bielańskiej w Warszawie. Obywatel ziemski guberni warszawskiej w 1909 roku.

## Życiorys

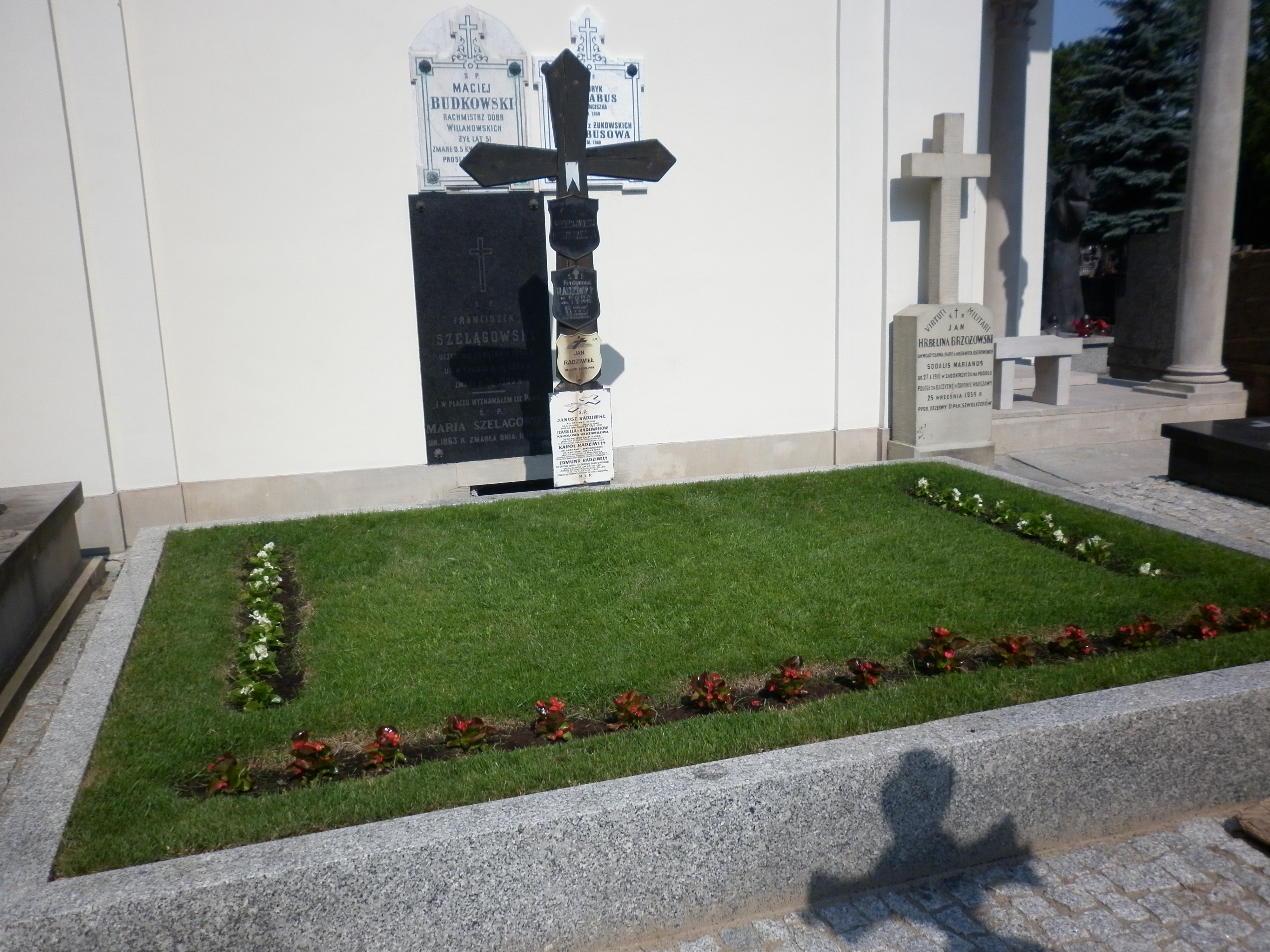
Grób Janusza Radziwiłła na cmentarzu w Wilanowie

Uczeń Królewskiego Gimnazjum w Ostrowie, świadectwo dojrzałości otrzymał w Gimnazjum Carolineum w Osnabrück. Studiował prawo na Uniwersytecie Fryderyka Wilhelma w Berlinie oraz nauki przyrodniczo-ekonomiczne w Wyższej Szkole Leśnictwa w podberlińskim Eberswalde.
Podczas I wojny światowej znalazł się po rosyjskiej stronie frontu – w rodzinnym majątku w Ołyce na Wołyniu. Organizował pomoc dla uchodźców z Królestwa Polskiego. W 1918, jako zwolennik Rady Regencyjnej, wrócił do kraju i został członkiem powołanego przez nią rządu Jana Kantego Steczkowskiego. Sprawował funkcję dyrektora Departamentu Stanu. Odpowiadał za politykę zagraniczną, budował zalążki polskiej służby dyplomatycznej. W maju 1918 nieskutecznie negocjował z Niemcami w sprawie nierozbrajania dyslokowanego w twierdzy Bobrujsk I Korpusu Polskiego pod dowództwem gen. Józefa Dowbor-Muśnickiego. Latem 1918 prowadził rozmowy dyplomatyczne na temat przyszłości Polski z cesarzem niemieckim Wilhelmem II (swoim kuzynem) i austriackim, Karolem I. Rozważano wówczas różne kandydatury (w razie restauracji monarchii) do korony polskiej. Nie zgodził się aby wysuwano jego kandydaturę, jako bliskiego kuzyna cesarza Wilhelma II, do korony Królestwa Litwy, w związku z tworzeniem po traktacie brzeskim państwa litewskiego, satelitarnego wobec Cesarstwa Niemieckiego.
Podczas wojny polsko-bolszewickiej od lata 1920 ochotniczo służył, w randze podporucznika, w 8 Brygadzie Jazdy. Jeszcze w tym samym roku został zdemobilizowany. W 1922 stanął na czele polskiej delegacji na konferencję rozbrojeniową w Moskwie. W latach 1923–1926 przewodził Klubowi Społeczno-Politycznemu skupiającemu polityków z różnych frakcji, będących przeciwnikami endecji. W międzyczasie pełnił też funkcję baliwa (prezydenta) Polskiego Związku Kawalerów Maltańskich. Był też jednym z przywódców Stronnictwa Prawicy Narodowej.
W 1928 otrzymał łotewski Order Trzech Gwiazd I klasy
Przewrót majowy otworzył mu drogę do przejęcia nieformalnego przywództwa wśród polskich konserwatystów. Był uczestnikiem spotkania w Nieświeżu, gdzie rozmawiali marszałek Józef Piłsudski i przedstawiciele ziemiaństwa. Poważany przez marszałka, w latach 1928–1935 był posłem na sejm (BBWR), a w latach 1935–1938 senatorem. Pracował w komisjach sejmowych, walczył o poprawność stosunków między państwem a Kościołem, krytykował wynaturzenia życia politycznego, takie jak proces brzeski i obóz w Berezie Kartuskiej. Sprzeciwiał się zaostrzaniu cenzury. Nie zgadzał się z polityką Eugeniusza Kwiatkowskiego. W 1937 poparł Obóz Zjednoczenia Narodowego. W tym samym roku współtworzył Stronnictwo Zachowawcze. Prezes Towarzystwa Międzynarodowych i Krajowych Zawodów Konnych w Polsce.
Po agresji III Rzeszy na Polskę na początku września 1939 gościł prezydenta Ignacego Mościckiego oraz arystokratów polskich w Ołyce. Po agresji ZSRR na Polskę został, wraz z synem Edmundem, aresztowany 20 września 1939 przez NKWD. Osadzono go na Łubiance, gdzie był przesłuchiwany m.in. przez Ławrientija Berię. Zwolniono go po trzech miesiącach, po interwencji włoskiej rodziny królewskiej. Przełom lat 1939–1940 spędził w Warszawie. Za wiedzą Rządu RP na uchodźstwie wyjechał na początku 1940 do Berlina, aby interweniować w sprawie zmniejszenia skali represji niemieckich w okupowanej Polsce. Przyjęty był przez Hermanna Göringa, jednak nawet osobista znajomość z marszałkiem Rzeszy (wspólnie polowali w Puszczy Rominckiej w latach międzywojennych) nie wpłynęła na zmianę polityki hitlerowskiej. Udzielał się w Stołecznym Komitecie Samopomocy Społecznej, współdziałał z Radą Główną Opiekuńczą i Delegaturą Rządu na Kraj (nie wstąpił w jej struktury dla większej skuteczności działania), interweniował w sprawie aresztowanych Polaków. Po wybuchu powstania warszawskiego aresztowany przez Niemców i uwięziony, wraz z żoną, w więzieniu w Moabicie. Niespodziewanie zwolniony już w październiku 1944, osiadł w Nieborowie.
21 stycznia 1945 ponownie został, wraz żoną i synem Edmundem, aresztowany przez NKWD. W 1947 zmarła w więzieniu w Krasnogorsku żona księcia, Anna. W październiku tego samego roku wrócił do Warszawy, ale jeszcze przez trzy tygodnie od powrotu był przetrzymywany przez Urząd Bezpieczeństwa Publicznego. Po uwolnieniu zamieszkał, wobec pozbawienia wszystkich dóbr, w skromnym mieszkaniu w Warszawie (najpierw na Saskiej Kępie, a później na Mokotowie). Wycofał się całkowicie z życia politycznego.
Według ustaleń francuskiej sowietolog Françoise Thom, Radziwiłł należał do siatki osobistych agentów szefa NKWD Ławrientija Berii. Taką tezę odrzucił historyk Piotr Zychowicz, wskazując na kontakty Radziwiłła z Niemcami (np. znajomość z Hermannem Göringiem) oraz fakt jego uwięzienia w łagrze po wojnie.
Pochowany został, najpierw, na cmentarzu przy kościele oo. Bernardynów w Warszawie, a w 1972 jego zwłoki przeniesiono do grobowca Radziwiłłów w Wilanowie. Władze komunistyczne wyprawiły mu oficjalny państwowy pogrzeb.
Pozostawił czworo dzieci. Jeden z jego synów, Stanisław Albrecht Radziwiłł, był mężem Caroline Lee Bouvier, a przez to szwagrem żony prezydenta Stanów Zjednoczonych Johna F. Kennedy’ego i Arystotelesa Onasisa – Jacqueline Lee „Jackie” Bouvier Kennedy Onassis.

## Genealogia
| Prapradziadkowie                        | Michał Hieronim Radziwiłł (1744–1831) ∞ 1771 Helena Przezdziecka (1753–1821)                         | August Ferdynand Hohenzollern (1730–1813) ∞ 1755 Luiza Brandenburg-Schwedt (1738–1820)               | Jan Nepomucen von Clary und Aldringen (1753–1826) ∞ 1775 Maria Leopoldyna de Ligne (1757–1830)            | Jan Rudolf Chotek z Chotkowa i Wojnina (1749–1824) ∞ 1772 Maria Sydonia von Clary und Aldringen (1748–1824) | Franciszek Ksawery Sapieha (ok. 1747–1808) ∞ 1768 Teresa Suffczyńska (ok. 1744–1827) | Stanisław Szczęsny Potocki (1753–1805) ∞ 1774 Józefina Amalia Mniszech (1752–1798) | Józef Ignacy Tyszkiewicz (1724–1815) ∞ przed 1761 Maria Anna Galimska | Benedykt Karp (ur. ok. 1751) ∞ przed 1777 Marcelina Puzyna (ur. ok. 1753) |
| Pradziadkowie                           | Antoni Henryk Radziwiłł (1775–1832) ∞ 1796 Luiza Pruska (1770–1836) (1770–1836)                      | Antoni Henryk Radziwiłł (1775–1832) ∞ 1796 Luiza Pruska (1770–1836) (1770–1836)                      | Karol Józef von Clary und Aldringen (1777–1831) ∞ 1802 Alojzja Chotek von Chotkowa und Wognin (1777–1864) | Karol Józef von Clary und Aldringen (1777–1831) ∞ 1802 Alojzja Chotek von Chotkowa und Wognin (1777–1864)   | Paweł Sapieha (1781–1855) ∞ 1806 Pelagia Róża Potocka (1775–1846)                    | Paweł Sapieha (1781–1855) ∞ 1806 Pelagia Róża Potocka (1775–1846)                  | Michał Tyszkiewicz (1761–1839 albo 1842) ∞ Joanna Karp (1777–1816)    | Michał Tyszkiewicz (1761–1839 albo 1842) ∞ Joanna Karp (1777–1816)        |
| Dziadkowie                              | Bogusław Fryderyk Radziwiłł (1809–1873) ∞ 1832 Leontyna Gabriela von Clary und Aldringen (1811–1890) | Bogusław Fryderyk Radziwiłł (1809–1873) ∞ 1832 Leontyna Gabriela von Clary und Aldringen (1811–1890) | Bogusław Fryderyk Radziwiłł (1809–1873) ∞ 1832 Leontyna Gabriela von Clary und Aldringen (1811–1890)      | Bogusław Fryderyk Radziwiłł (1809–1873) ∞ 1832 Leontyna Gabriela von Clary und Aldringen (1811–1890)        | Leon Sapieha (1811–1884) ∞ 1841 Joanna Tyszkiewicz (1816–1873)                       | Leon Sapieha (1811–1884) ∞ 1841 Joanna Tyszkiewicz (1816–1873)                     | Leon Sapieha (1811–1884) ∞ 1841 Joanna Tyszkiewicz (1816–1873)        | Leon Sapieha (1811–1884) ∞ 1841 Joanna Tyszkiewicz (1816–1873)            |
| Rodzice                                 | Ferdynand Radziwiłł (1834–1926) ∞ 1864 Pelagia Sapieha (1844–1929)                                   | Ferdynand Radziwiłł (1834–1926) ∞ 1864 Pelagia Sapieha (1844–1929)                                   | Ferdynand Radziwiłł (1834–1926) ∞ 1864 Pelagia Sapieha (1844–1929)                                        | Ferdynand Radziwiłł (1834–1926) ∞ 1864 Pelagia Sapieha (1844–1929)                                          | Ferdynand Radziwiłł (1834–1926) ∞ 1864 Pelagia Sapieha (1844–1929)                   | Ferdynand Radziwiłł (1834–1926) ∞ 1864 Pelagia Sapieha (1844–1929)                 | Ferdynand Radziwiłł (1834–1926) ∞ 1864 Pelagia Sapieha (1844–1929)    | Ferdynand Radziwiłł (1834–1926) ∞ 1864 Pelagia Sapieha (1844–1929)        |
| Janusz Franciszek Radziwiłł (1880–1967) | | | | |                                                                                      |                                                                                    |                                                                       |                                                                           |

### Patrylinealna linia pokrewieństwa
- Syrpuć
- Krystyn Ościk z Kiernowa (zm. 1442/1443)
- Radziwiłł Ościkowicz (zm. 1477)
- Mikołaj Radziwiłłowicz, zwany Starym (zm. 1509)
- Jan Mikołajewicz Radziwiłł (1474–1522)
- Mikołaj Krzysztof Radziwiłł, zwany Czarnym (1515–1565)
- Mikołaj Krzysztof Radziwiłł, zwany Sierotką (1549–1616)
- Aleksander Ludwik Radziwiłł (1594–1654)
- Dominik Mikołaj Radziwiłł (1643–1697)
- Jan Mikołaj Radziwiłł (1681–1729)
- Marcin Mikołaj Radziwiłł (1705–1782)
- Michał Hieronim Radziwiłł (1744–1831)
- Antoni Henryk Radziwiłł (1775–1833)
- Bogusław Fryderyk Radziwiłł (1809–1873)
- Ferdynand Radziwiłł (1834–1926)
- Janusz Franciszek Radziwiłł (1880–1967)

Janusz Franciszek Radziwiłł był w 15. pokoleniu potomkiem Syrpucia, legendarnego założyciela rodu Radziwiłłów. Radziwiłł był też m.in. potomkiem wielkiego księcia litewskiego Giedymina, poprzez pokrewieństwo z szeregiem rodów książęcych wywodzących się od jego synów, w tym Czartoryskich i Wiśniowieckich. Poprzez swojego dziadka, Bogusława Fryderyka, był także potomkiem niemieckiego rodu Hohenzollernów, w tym króla Prus Fryderyka Wilhelma I. Poprzez Hohenzollernów, także innych europejskich rodów królewskich, Welfów (w tym króla brytyjskiego Jerzego I, co daje jego potomkom prawo do sukcesji tronu brytyjskiego), Wettynów czy Habsburgów.

## Publikacje
- Wspomnienia, Warszawa 2001